# Меріечен Веселау
Меріечен Веселау (англ. Mariechen Wehselau, 15 травня 1906 — 1 липня 1992) — американська плавчиня.
Олімпійська чемпіонка 1924 року.